# Deputy Lieutenant
Im Vereinigten Königreich ist ein Deputy Lieutenant („stellvertretender Leutnant“) einer von mehreren Stellvertretern des Lord Lieutenant eines Lieutenancy-Gebiets: einer englischen zeremoniellen Grafschaft, eines walisischen Preserved County, einer schottischen Lieutenancy Area oder eines nordirischen County Boroughs oder Countys. Der Deputy Lieutenant fungiert als Stellvertreter der britischen Krone, ist aber im Gegensatz zum Lord Lieutenant nicht unmittelbar durch den Monarchen ernannt.

## Anrede
Deputy Lieutenants dürfen im Schriftverkehr als Namenszusatz (Post-Nominal) die Buchstaben DL hinzufügen: z. B. John Brown, CBE, DL.

## Ernennung
Deputy Lieutenants werden vom Lord Lieutenant des jeweiligen Lieutenancy-Gebiets ernannt, um diesem bei allen erforderlichen Aufgaben zu helfen. Der Lord Lieutenant muss den Namen eventueller Kandidaten zuvor dem Monarchen mitteilen und darf sie erst ernennen, nachdem ihm der zuständigen Minister der Regierung geantwortet hat, dass der Monarch keine Einwände gegen die Ernennung habe. In England und Wales ist seit 2010 der für die Ernennungen zuständige Minister der Lord President of the Council. In Schottland ist seit Juli 1999 der Schottland-Minister zuständig.
Vor Jahrzehnten konnte die Zahl der Deputy Lieutenants für jedes County nur drei betragen. Heute können jedoch weit über ein Dutzend ernannt werden, da die Anzahl der Deputy Lieutenants heute mit der Bevölkerung des jeweiligen Landkreises korreliert. Für das Amt geeignet sind Menschen, die entweder würdigen Dienst als Mitglied oder Zivilangestellter der Britischen Streitkräfte gedient haben, oder sich durch einen anderen Dienst an der lokalen Gemeinschaft oder im öffentlichen Dienst bewährt haben. Sie müssen ihren Wohnsitz innerhalb ihrer zeremoniellen Grafschaft oder innerhalb von 7 Meilen (ca. 11,3 km) von ihrer Grenze haben.
Die Ernennung kann vom jeweiligen Lord Lieutenant, entweder aus eigenem Antrieb oder auf Wunsch des Monarchen, widerrufen werden.
Ernennungen werden in der London Gazette bzw. der Edinburgh Gazette bekanntgegeben.

## Funktion
Deputy Lieutenants vertreten den Lord Lieutenant in seiner Abwesenheit, auch bei lokalen Zeremonien und offiziellen Veranstaltungen, von der Eröffnungsausstellung bis zur Einführung von Vikaren (wie von der Church of England verlangt). Ihre Ernennungen enden nicht mit einem Wechsel des Lord Lieutenants, aber sie sind gesetzlich verpflichtet, im Alter von 75 Jahren in den Ruhestand zu treten.

## Abgrenzung vom Begriff desVice-Lieutenant
Der Lord Lieutenant ernennt einen der amtierenden Deputy Lieutenants zum Vice-Lieutenant, der in den meisten Fällen den Lord Lieutenant vertritt, wenn er nicht anwesend sein kann. Die Ernennung zum Vice-Lieutenant erlischt jedoch mit dem Ausscheiden des Lord Lieutenants, der die Wahl getroffen hat. Im Allgemeinen würde der Vice-Lieutenant dann zum Status des Deputy Lieutenant zurückkehren.